# Чемпионская игра АФЛ 1960
Чемпионская игра чемпионата АФЛ 1960-это первая финальная игра АФЛ. Матч, в котором играли Лос-Анджелес "Чарджерс" и Хьюстон "Ойлерс" (ныне: Теннесси Тайтенс), прошëл 1 января 1961 года. В присутствие 32 183 человек, Хьюстон победил со счетом 24:16.

## Трансляция
В США игру транслировал ABC.

## Ход матча
"Чарджерс" повели в первой четверти 6:0, с помощью двух филд-голов. Во второй четверти, Хьюстон набрал 10 очков, а Лос-Анджелес только филд гол. В третьей четверти, команды обменялись тачдаунами и счëт перед четвëртой четвертью был 24:16 в пользу "Ойлерс". Единственным набором очков в четвëртой четверти оказался 88-ярдовый тачдаун от Хьюстона, который в итоге победил со счëтом 24:16.
LAC-Лос-Анджелес, HOU-Хьюстон, ЭП-Экстрапоинт
■ Первая четверть:
- LAC-38-ярдовый филд гол, Лос-Анджелес повел 3:0
- LAC-22-ярдовый филд гол, Лос-Анджелес ведет 6:0

■ Вторая четверть:
- HOU-17-ярдовый тачдаун+ЭП, Хьюстон повёл 7:6
- LAC-27-ярдовый филд гол, Лос-Анджелес повëл 9:7
- HOU-17-ярдовый филд гол, Хьюстон повëл 10:9

■ Третья четверть:
- HOU-7-ярдовый тачдаун+ЭП, Хьюстон ведëт 17:9
- LAC-2-ярдовый тачдаун+ЭП, Хьюстон ведëт 17:16

■ Четвëртая четверть:
- HOU-88-ярдовый тачдаун+ЭП, Хьюстон ведëт 24:16